# Opaleniec (Góry Izerskie)
Opaleniec (niem. Brandhöhe, 825 m n.p.m.) – szczyt w Górach Izerskich, w północnej części Wysokiego Grzbietu.
Leży w bocznym ramieniu, odchodzącym od Stogu Izerskiego ku północy. W ramieniu tym znajdują się Tarczowa i Zajęcznik. Od zachodu, od Czerniawskiej Kopy, oddziela ją głęboka dolina Czarnego Potoku. Na niektórych mapach górna część Czarnego Potoku nosi nazwę "Czerniawski Potok".
Masyw Opaleńca zbudowany jest ze skał metamorficznych należących do bloku karkonosko-izerskiego (metamorfiku izerskiego), głównie różnych odmian gnejsów.